# Oktagon MMA
Oktagon MMA es una organización de artes marciales mixtas con sede en la República Checa y Eslovaquia, considerada la mayor organización checo-eslovaca. Sus fundadores y, a la vez, propietarios son Pavol Neruda (anteriormente Šipkovský) y Ondřej Novotný.

## Historia
La organización se fundó en junio de 2016, cuando se creó el programa de telerrealidad Oktagon Challenge. El proyecto culminó con el torneo Oktagon 1. Gábor Boráros y Jakub Běle se enfrentaron en la final. El ganador del partido principal y de todo el reality fue Gábor Boráros, y Oktagon dio inicio a una serie de noches de gala. Las tres series siguientes trajeron a varios ganadores de Eslovaquia. Samuel Krištofič, Karol Ryšavý y Lucia Szabová completaron la lista de campeones. La final de la quinta serie tuvo lugar en el torneo Oktagon 20, donde Roman Paulus venció por puntos a Tomáš Zajac.

## Campeones actuales
| División           | Peso            | Campeón          | Desde el                | Defensas del título |
| ------------------ | --------------- | ---------------- | ----------------------- | ------------------- |
| Peso pesado        | 120 kg (264 lb) | Will Fleury      | 8 de marzo de 2025      | 0                   |
| Peso semipesado    | 93 kg (205 lb)  | Will Fleury      | 29 de diciembre de 2024 | 0                   |
| Peso mediano       | 84 kg (185 lb)  | Kerim Engizek    | 12 de octubre de 2024   | 0                   |
| Peso wélter        | 77 kg (169 lb)  | Ion Surdu        | 7 de diciembre de 2024  | 0                   |
| Peso ligero        | 71 kg (156 lb)  | Losene Keita     | 29 de diciembre de 2023 | 0                   |
| Peso pluma         | 66 kg (145 lb)  | Losene Keita     | 9 de diciembre de 2023  | 0                   |
| Peso gallo         | 61 kg (134 lb)  | Vacante          | —                       | —                   |
| Peso mosca         | 57 kg (125 lb)  | Beno Adamia      | 22 de febrero de 2025   | 0                   |
| Peso gallofemenino | 61 kg (134 lb)  | Cecilie Bolander | 29 de diciembre de 2024 | 0                   |
| Peso paja femenino | 53 kg (117 lb)  | Mallory Martin   | 12 de octubre de 2024   | 0                   |